# Harmagedon
Koordinaten: 32° 35′ 0″ N, 35° 11′ 0″ O
Harmagedon (auch Harmageddon, Armageddon oder Har-Magedon, griechisch Ἁρμαγεδών) bezeichnet in der Offenbarung des Johannes den Ort der endzeitlichen Entscheidungsschlacht im „Krieg des großen Tages Gottes, des Allmächtigen“. Im erweiterten Sinn bezeichnet der Begriff in der Theologie den eschatologischen Entscheidungskampf. Außerhalb der Theologie wird er für sehr große, alles zerstörende Katastrophen überhaupt verwendet.

## Biblische Quelle
Das Wort Harmagedon wird in der Bibel nur ein einziges Mal erwähnt, nämlich in der Offenbarung des Johannes, Kapitel 16, Vers 16. Die Handschriften bieten eine Vielzahl von Schreibweisen des Wortes Harmagedon (Ἁρμαγεδών). Viele Textzeugen, auch der Mehrheitstext, lesen Μαγεδών bzw. Μαγεδδών, andere Αρμεγηδων, Αρμαγεδδων, Αρμεγεδδων, Αρμεγεδων, Αρμαγεδω, Αρμαγεδον, Αρμαγεδωμ, Μαγεδωδ, Μαγιδων, Μακεδδων. Die wichtigsten und besten Handschriften (u. a. der Sinaiticus und der Alexandrinus) lesen an dieser Stelle ΑΡΜΑΓΕΔΩΝ, ohne Spiritus und Akzente.
Der Verfasser beschreibt im Kontext des Verses die letzte Serie von endzeitlichen Plagen, die „sieben Schalen des Zorns“. Nach Gottes Befehl werden sie von sieben Engeln über die Erde gegossen. Die sechste Schale (Verse 12–16) beinhaltet, dass der Fluss Euphrat austrocknet und dass drei Dämonengeister die Könige der Welt dazu bewegen, sich zum Krieg mit Gott am Ort Harmagedon zu versammeln.

„13 Und ich sah aus dem Mund des Drachen und aus dem Mund des Tieres und aus dem Mund des falschen Propheten drei unreine Geister ⟨kommen⟩, wie Frösche; 14 denn es sind Geister von Dämonen, die Zeichen tun, die ausziehen zu den Königen des ganzen Erdkreises, sie zu versammeln zu dem Krieg des großen Tages Gottes, des Allmächtigen. 15 Siehe, ich komme wie ein Dieb. Glückselig, der wacht und seine Kleider bewahrt, damit er nicht nackt umhergeht und man nicht seine Schande sieht!“

Nach diesem Vers 15, der einhellig als Einschub verstanden wird, folgt Vers 16,16, der jedoch unterschiedlich übersetzt wird. In der 1984 revidierten Lutherbibel und in der Elberfelder Bibel heißt es: „Und er versammelte sie zu dem Ort, welcher auf Hebräisch Armageddon genannt wird“ (Offb 16,16 ). Dabei können mit „er“ im Kontext der „Engel“ aus Vers 12, „Gott der Allmächtige“ aus Vers 14 oder Christus als Sprecher und Subjekt in Vers 15 gemeint sein. Ähnlich übersetzt die Zürcher Bibel. Nach ihr versammelt der zuletzt in Vers 12 genannte Engel die Könige am Ort Harmagedon (Offb 16,16 ).
Anders die Einheitsübersetzung; sie schreibt: „Die Geister führten die Könige an dem Ort zusammen, der auf Hebräisch Harmagedon heißt“ (Offb 16,16 ). Sie sieht damit in den Geistern (griechisch: πνεύματα δαιμονίων) aus Vers 14 das Subjekt zum Verb „versammeln“.
Diese unterschiedlichen Interpretationen gehen auf den griechischen Ausgangstext zurück. Nach den heute verwendeten kritischen Textausgaben lautet Vers 16: „Καὶ συνήγαγεν αὐτοὺς εἰς τὸν τόπον τὸν καλούμενον Ἑβραϊστὶ Ἁρμαγεδών“. Dabei ist das Prädikat συνηγαγεν grammatisch ein Singular. Das Griechische konstruiert aber Neutra im Plural wie das Wort πνευματα (Geister) mit einem Prädikat im Singular. Daher ist der nächste Bezug der auf die unreinen Geister aus Vers 14.  Alle modernen Kommentatoren sehen dies auch so.

## Auslegungen der Stelle

### Zum Begriff Harmagedon
Die Ortsangabe Harmagedon kommt in der Bibel nur im Rahmen der erwähnten Zukunftsvision vor. Der Ort lässt sich nicht eindeutig identifizieren. Mögliche Deutungen sind folgende:
- Har Megiddô (hebräisch הר מגדו), Berg von Megiddo, ein südlicher Ausläufer des Karmelgebirges. In der Ebene von Megiddo (בקעת־מגדו) befindet sich das klassische Schlachtfeld Kanaans (Ri 4,12–16 EU und Ri 5,19 EU; 2 Kön 23,29 EU; 2 Chr 35,22 EU)
- die griechische Wiedergabe von har mô'ed (hebräisch הר מועד), des mythischen Versammlungsberges als Versammlungsort widergöttlicher Mächte und das dämonische Gegenstück zum Versammlungsberg der Götter (Jes 14,13)[4]
- die griechische Wiedergabe von har (ham)maqdôn (hebräisch הר [ה]מקדון), Berg Alexanders des Großen

### Nur Versammlungsort oder auch Kampfort?
Viele Ausleger sehen Harmagedon nicht nur als Ort der Versammlung der Könige, sondern auch als Ort der endzeitlichen Entscheidungsschlacht. Sprachlich ist dies aber nicht zwingend, denn vom endzeitlichen Kampf ist an der Stelle und ihrem Kontext nicht die Rede. So kann mit Harmagedon auch nur der Versammlungsort der Könige bezeichnet sein, der Kampf selber aber woanders – z. B. nahe Jerusalem – stattfinden (vgl. Offb 14,20  und Sach 14,2 ).

## Moderne Rezeption
Die Erwartung einer endzeitlichen Schlacht bei Harmagedon hat im Leben und in der Theologie der großen, europäisch geprägten Amtskirchen keine nennenswerte Bedeutung. Dagegen ist sie für endzeitlich ausgerichtete christliche Gruppierungen und Künstler sehr wesentlich. Durch das in diesen Sondergemeinschaften vorherrschende Bewusstsein der inneren Nichtzugehörigkeit zur vergänglichen Welt nimmt die Johannesoffenbarung, verstanden als Buch, das den Untergang dieser Welt schildert und den Aufgang einer neuen, eine besondere Stellung ein. In diesem Kontext wird auch das Motiv der letzten Schlacht bei Harmagedon gedeutet.
Im säkularen (nicht kirchlichen) Sprachgebrauch wird der Begriff von seinem theologischen Gehalt entkleidet synonym mit Weltuntergang oder Katastrophe verwendet.

### Dispensationalismus
Im amerikanischen Dispensationalismus hat sich eine eigene Harmagedon-Theologie entwickelt. Sie sieht Harmagedon als tatsächliche Schlacht zwischen dem Israel der Endzeit und den „Königen aus dem Osten“. Hier wird der in Offb. 16,16 erwähnte Ort mit der in Offb 19,11–20  geschilderten Schlacht gedeutet, in der die Könige, das „Tier“ und ihre Anhänger von den himmlischen Heerscharen vernichtet werden. Ihr folgt das tausendjährige Friedensreich, in dem Jesus Christus und seine Märtyrer auf Erden herrschen. Dass diese Endzeitereignisse unmittelbar bevorstünden, legen manche Vertreter dieser Sichtweise wiederholt ihren Lesern nahe. Der evangelikale Prediger Hal Lindsey (* 1929) erklärte zum Beispiel in seinem 1980 erschienenen Bestseller The 1980s. Countdown to Armageddon, dass die 1980er Jahre „sehr wohl die letzte Dekade der Geschichte, so wie wir sie kennen, sein könnte“, und prognostizierte einen bevorstehenden Atomkrieg zwischen den USA und der Sowjetunion. In diesem Buch wurde das Denken des Kalten Krieges mit einer ganz bestimmten Harmagedon-Auffassung innerhalb der dispensationalistischen Perzeptions-Tradition vermischt. Ein weiteres Werk, das in dieser Auslegungsgeschichte steht, ist die Romanreihe Left Behind der Autoren Tim LaHaye und Jerry Jenkins.

### Zeugen Jehovas
Bereits für Charles Taze Russell, den Gründer der Religionsgemeinschaft der Zeugen Jehovas, war „der Krieg von Armageddon“ ein so wichtiges Thema, dass er den 1897 erschienenen vierten Band seiner Schriftstudien so benannte. Er meinte damals, dass dieser Krieg bereits im Gange sei und 1914 mit dem Anbruch des Friedensreiches enden werde.
Für die Zeugen Jehovas steht die Lehre von der Schlacht von Armageddon im Mittelpunkt ihrer Theologie: Sie erwarten, dass in naher Zukunft Jehova durch seinen Sohn Jesus Christus (gleichgesetzt mit dem Erzengel Michael) zusammen mit dem Engelheer in der Schlacht von Armageddon das Weltsystem Satans beseitigen und durch das verheißene tausendjährige Friedensreich ersetzen werde.

### Musik
Der Reggae-Musiker Willi Williams sang 1977 aus der Perspektive der Rastafari-Religion über die Armagideon Time seiner Gegenwart. Der Song wurde zwei Jahre darauf von der Punk-Band The Clash gecovert und erschien als B-Seite ihrer Single London Calling. Auf dem Debütalbum der christlichen Musikband Söhne Mannheims, Zion (2000), befindet sich das Lied Armageddon. Dem Lied zufolge hat die Endzeit mit ihren kriegerischen Ereignissen schon begonnen. Das fünfte Studioalbum der Metal-Band Equilibrium von 2016 trägt den Titel Armageddon.

### Film
Gemessen an der großen Anzahl von Filmen, die apokalyptische Themen aufnehmen oder behandeln, kommt „Harmagedon“ in Aufnahme der Johannesoffenbarung eher selten vor. So z. B. im Film The Omega Code (1999) und Megiddo: Omega Code 2 (2001). Der zuletzt genannte Film endet mit einem Zitat aus Offb 11,15 .
Häufiger wird das Thema „Harmagedon“ in Science-Fiction-Filmen säkular für sehr große, alles zerstörende Katastrophen (siehe Weltuntergang in der Kunst) überhaupt verwendet. Zunächst vor dem Hintergrund des nuklearen Wettrüstens: Das letzte Ufer (1959), Dr. Seltsam oder: Wie ich lernte, die Bombe zu lieben (1964), Rückkehr zum Planet der Affen (1970); dann in Anspielung an die Möglichkeiten biologischer Kriegsführung: Der Omega-Mann (1971), 12 Monkeys (1995); schließlich mit dem Thema der Invasion Außerirdischer: Kampf der Welten (1953, Remake: 2005), Independence Day (1996). Der Katastrophenfilm Armageddon – Das jüngste Gericht (1998) greift das Thema sowohl im Titel als auch in einer Szene auf: Der Präsident der Vereinigten Staaten (Stanley Anderson) kommentiert in seiner Rede an die Nation und die Menschheit die drohende Katastrophe durch den Asteroideneinschlag mit „Die Bibel nennt diesen Tag Armageddon – das Ende aller Tage.“ Darüber hinaus geht der Text der Rede aber nicht auf die Inhalte des Johannesevangeliums ein.
Im Thriller Jagd auf Roter Oktober aus dem Jahr 1990 wird das Wort Armageddon für einen filmischen Kunstgriff verwendet. Die Nebenfigur Politoffizier Iwan Putin (Peter Firth) liest die Bibelstelle als Notiz des Kapitäns Marko Ramius (Sean Connery); beim Wort Armageddon zoomt die Kamera auf seinen Mund, und die gesprochene Sprache der sowjetischen U-Boot-Besatzung wechselt an diesem Punkt von Russisch auf das seherfreundlichere Englisch. Durch die Betonung dieses Wortes wird auch die Bedrohlichkeit der Situation unterstrichen, die einen Nuklearkrieg auslösen könnte.

### Schach
Eine Armageddon-Partie wird im Schachspiel dann ausgetragen, wenn zuvor gespielte Partien keine Entscheidung brachten. Einer der beiden Spieler erhält die weißen Steine (Anzugsrecht) und eine längere Bedenkzeit. Beide Vorteile sind mit der Pflicht verbunden, die Partie zu gewinnen. Sollte die Partie remis enden, wird sie automatisch als Sieg für Schwarz gewertet.